# Philippe Geneletti
 (juillet 2018).
 (avril 2018).
Philippe Geneletti, né le 29 décembre 1974 à Albertville, est un chef cuisinier français.

## Biographie
Philippe Geneletti quitte temporairement Disneyland Paris en 2008 et prend en charge les cuisines du restaurant gastronomique Les Pléiades (Barbizon, Seine et Marne) en tant que chef exécutif des cuisines. C’est au sein de cet établissement que Philippe Geneletti devient chef étoilé au guide Michelin en obtenant sa première étoile en 2009. Il devient l'un des plus jeunes chefs étoilés de France.
Il retrouve Disney Parks, Experiences and Products en 2012 en tant que chef du restaurant California Grill au Disneyland Hotel jusqu’à janvier 2017 chef exécutif du groupe LHM Luxury Hôtel Management,, chef exécutif Club Med pour l'Europe et l'Afrique.

## Ouvrages
- Fou de cuisine un peu fêlé des éprouvettes, Philippe Geneletti, Paris, lulu,  (ISBN 9782952904803)
- Philippe Geneletti, ré création, Paris (ISBN 9781366244581)